# Bolitoglossa riletti
Espèce
Statut de conservation UICN

 EN B1ab(iii) : En danger
Bolitoglossa riletti est une espèce d'urodèles de la famille des Plethodontidae.

## Répartition
Cette espèce est endémique de l'extrême Ouest de l'État d'Oaxaca au Mexique. Elle se rencontre dans la région de Putla Villa de Guerrero entre 700 et 1 030 m d'altitude dans la Sierra Madre del Sur.

## Étymologie
Cette espèce est nommée en l'honneur de R. Omar Rilett pour son aide.

## Publication originale
- Holman, 1964 : New and interesting amphibians and reptiles from Oaxaca, Mexico. Herpetologica, vol. 20, no 1, p. 48-54.